# إس بي كيوتو
نادي أس بي كيوتو هو نادي كرة قدم ياباني أٌسس عام 1986. يلعب النادي في رابطة كرة القدم اليابانية ‏.